# Paul de Verdun
Pour les articles homonymes, voir Verdun (homonymie).
Cet article possède un paronyme, voir Paul Verdun.
Paul de Verdun (né en 576, mort en 648) est le treizième évêque du diocèse de Verdun en Lorraine. Il est considéré comme saint par l’Église catholique.

## Biographie
Paul est né en 640. Il va d'abord exercer divers emplois civils à la cour du roi Clovis II avant d'entrer comme moine à l'abbaye de Tholey, en Sarre. En 626, à la mort de l'évêque de Verdun, Paul est appelé à lui succéder. Il refuse, mais il est contraint d'accepter le poste. Le diocèse est « dans un triste état ». Le nouvel évêque sollicite le roi Dagobert Ier qui lui accorde des biens, ainsi que des avantages pour son diocèse. Paul met en place une formation des prêtres « dans une grande discipline ecclésiastique ». L'abbaye du Tholey, qui est placée sous sa juridiction est chargée de cette formation. Il décède en 648, et il est enterré dans l'église Saint Saturnin, qu'il avait fait construire, à l'extérieur de la ville,.
Comme pasteur de la communauté de fidèles, il s'attache à faire respecter la sainteté du dimanche et garder ses fidèles toujours proches de l'Eucharistie. Il développe également la dévotion à la Vierge Marie. Il est aussi reconnu par la population pour sa générosité envers les pauvres,,. Un miracle qu'il aurait réalisé de son vivant est rapporté par la tradition : il aurait multiplié des petits pains (pour les donner aux pauvres). Ce miracle est à l'origine de sa nomination comme  saint patron des boulangers et pâtissiers de Verdun. Il est représenté portant trois petits pains dans sa main (ou à ses pieds), en souvenir de ce miracle.
Son corps est déposé dans un coffre en 973 par l'évêque Wigfrid. Aujourd'hui, ses reliques sont conservées dans la cathédrale de Verdun.

## Notoriété

### Fête
À l'occasion de sa fête, le 8 février, les boulangers et pâtissiers se réunissent dans la cathédrale pour assister à la messe au cours de laquelle le pain des pauvres est béni. Durant des siècles, le « pain de Saint-Paul » a été distribué gratuitement dans les rues de Verdun et des alentours.

### Monuments en rapport avec Saint-Paul
L’abbaye Saint-Paul de Verdun porte son nom.
À quelques kilomètres de Verdun, au lieu-dit « Le Rozelier », a été érigée la Paul-Croix : l'évêque canonisé y a été représenté en pierre, reconnaissable à ses petits pains.
Sur le panneau explicatif de la Paul-Croix, on peut lire (en lettres capitales) :

« Les moines de Tholey emportèrent dans leur abbaye sarroise le corps de saint Paul, évêque de Verdun, ancien moine de Tholey (fin de IXe siècle), afin de le soustraire à l'invasion normande.
Ici ils furent arrêtés par une force mystérieuse.
Une croix fut élevée en ce lieu, dit dès lors Pale Croix ou Paul Croix.
L'abbaye Saint-Vanne de Verdun y établit un prieuré au XIIe siècle.
La croix actuelle et l'autel, qui renferme une relique de saint Paul, ont été bénis par Mgr Petit, évêque de Verdun, le 14 août 1963. »

Dans l'église du village de la zone rouge « Les Éparges », reconstruite après la Première Guerre mondiale, le troisième vitrail de la nef (sur la droite en entrant) représente également le vénérable barbu tenant de sa main gauche trois petits pains posés sur un livre qu'on imagine être un évangéliaire, un lectionnaire ou autre missel.